# Styppax
Styppax (altgriechisch Στύππαξ) war ein griechischer Bildhauer aus Zypern, der im dritten Viertel des 5. Jahrhunderts v. Chr. in Athen tätig war.
Styppax ist nur literarisch bezeugt. Plinius der Ältere berichtet in der Naturalis historia, Styppax sei ein Sklave des Athener Staatsmannes Perikles gewesen. Er soll der Verfertiger einer Bronzestatue eines Knaben gewesen sein, der beim Braten von aufgespießten Innereien und gleichzeitigem Anblasen des Feuers gezeigt wurde. In der Perikles-Biographie Plutarchs wird berichtet, Styppax sei beim Aufrichten einer Statue der „Athena Hygieia“ hinuntergefallen.
Da der Statuentyp der Athena Hygieia erst nach der Zeit des Perikles entstand, ist unklar, inwieweit Plutarchs Bericht dem Legendenhaften zuzurechnen ist. Es wird auch diskutiert, ob Styppax mit dem gleichnamigen Mechaniker identifiziert werden kann, der aus Olympia für die Fertigung der Hippaphesis (eine Vorrichtung zur Gewährleistung des gleichzeitigen Starts der Pferde im Hippodrom) bekannt ist.